# Gmina Demir Kapija
Gmina Demir Kapija (mac. Општина Демир Капија) – gmina miejska w południowej części Macedonii Północnej. Demir Kapija oznacza „żelazną bramę” w języku tureckim. Taką samą nazwę nosi również miasto w tej gminie, które jest ośrodkiem administracyjnym.
Skład etniczny
- 87,94% – Macedończycy
- 7,56% – Turcy
- 2,9% – Serbowie
- 1,6% – pozostali

W skład gminy wchodzą:
- miasto: Demir Kapija;
- 14 wsi: Czełewec, Cziflik, Barowo, Beswica, Bistrenci, Draczewica, Dren, Iberli, Klisura, Koszarka, Koprisznica, Koresznica, Prżdewo, Strmaszewo.